# Савијање кашика
Савијање кашика (енгл. Spoon bending) је назив за очигледну деформацију објекта, посебно металног прибора за јело, без икакве физичке силе. То је чест облик сценске магије.
Савијање кашика је привукло велику медијску пажњу 1970. када су неки људи тврдили да имају способност да изазову такву појаву помоћу паранормалне психичке моћи. Најзначајнији је био Ури Гелер који је објавио много савијених металних кашика, као и још неколико других савијених металних објеката. Најчешћи начин савијања кашике је да се савија прстима. Када поступак савијања заврши, предмет је најчешће савије тамо где је он најтањи. Ово је чест мађионичарски трик. Извођач скреће пажњу публици док физичком силом савија предмет.